# 세페르 할릴로비치
세페르 할릴로비치(보스니아어: Sefer Halilović, 1952년 1월 6일~)는 보스니아 헤르체고비나의 군인으로 보스니아 전쟁(1992~1995) 당시 보스니아 육군의 사령관이다. 2001년 구유고슬라비아 국제형사재판소에 전쟁 범죄 혐의로 기소되었으며, 2005년 모든 혐의에 대해 무죄를 선고 받았다.